# Consumo critico
Per consumo critico, o consapevole, responsabile, etico (in opposizione ideale al consumo compulsivo), si intende la pratica di organizzare le proprie abitudini di acquisto sulla base di criteri ambientali e sociali, accordando la propria preferenza ai prodotti che posseggono requisiti ulteriori rispetto a quelli comunemente riconosciuti come la qualità e il prezzo. In particolare, il consumatore critico considera come componenti essenziali di un bene o di un servizio la sostenibilità del processo produttivo e distributivo e la correttezza delle condizioni di lavoro. Questo comportamento, che modifica la domanda dei consumatori incidendo sui profitti delle aziende, può indirettamente influire anche sulle politiche di mercato delle stesse imprese, orientandone le strategie verso una maggiore sensibilità ecologica ed etica. Inoltre, dal momento che il consumo rappresenta oggi un mezzo di espressione della personalità dell’individuo, il consumo critico costituisce a sua volta uno strumento per affermare la propria identità civica,  fino a configurarsi come un vero e proprio stile di vita quando praticato con rigore nelle sue diverse manifestazioni, dall'adesione a gruppi di acquisto solidale alla preferenza per la filiera corta e il commercio equo e solidale, al turismo responsabile.

## Storia del consumo critico
L’accesso alle informazioni necessarie per compiere una valutazione fondata su parametri etici e ambientali rappresenta il presupposto per una scelta consapevole tra diverse offerte. Questi dati, tuttavia, sono stati storicamente taciuti o occultati dalle aziende implicate in processi produttivi dannosi per la salute e l’ambiente o non rispettosi dei diritti umani e del lavoro. La concezione di consumo critico, pertanto, si è originata proprio dalla raccolta di questo genere d’informazioni da parte di enti terzi e autogestiti, primo fra tutti il CEP (Council on Economic Priorities), istituito a New York nel 1968 da Alice Tepper Marlin. Stimolato inizialmente da alcuni investitori che si erano resi conto di acquistare titoli da aziende produttrici di armi e defoglianti usati durante la guerra in Vietnam, il CEP fu la prima organizzazione a svolgere indagini sui comportamenti delle imprese e a pubblicare, nel 1986, una guida al consumo critico, “Shopping for a Better World", imitata tre anni più tardi dal movimento britannico New Consumer con un manuale dalle stesse finalità e dallo stesso titolo.
Partendo da questi modelli, successivamente replicati in altri Paesi, segmenti sempre crescenti della popolazione hanno maturato un approccio più riflessivo e responsabile ai consumi, teso a minimizzare l’impatto della propria spesa sul territorio e a ricercare un equilibrio sostenibile tra desideri e prospettive di sviluppo solidali, sia con altre classi sociali e gruppi etnici, sia con le future generazioni. In Italia, nell’arco di circa di due decenni, dal 2002 al 2020, la quota di cittadini che dichiara di aver fatto scelte di consumo critico è passata dall’11,3% al 32%. Questo atteggiamento è stato favorito, oltre che dal progressivo sviluppo di associazioni di consumatori preposte al controllo delle attività imprenditoriali,  dal diffondersi di una cultura ambientalista e dei valori della cooperazione, e dalle iniziative connesse all’Agenda 2030 dell’Organizzazione delle Nazioni Unite, in particolare all’obiettivo numero 12 dei Sustainable Development Goals (SDG) inteso a “garantire modelli sostenibili di produzione e di consumo”. Un impulso in questa direzione è stato dato anche dalle crisi energetiche, economico-finanziarie, in particolare quella del 2008, e dall’emergenza sanitaria provocata dalla pandemia di Covid 19, che hanno sensibilmente modificato la gerarchia dei bisogni della popolazione, improntandoli verso una maggiore sobrietà e responsabilità in maniera verosimilmente stabile.

## Caratteristiche del consumo critico

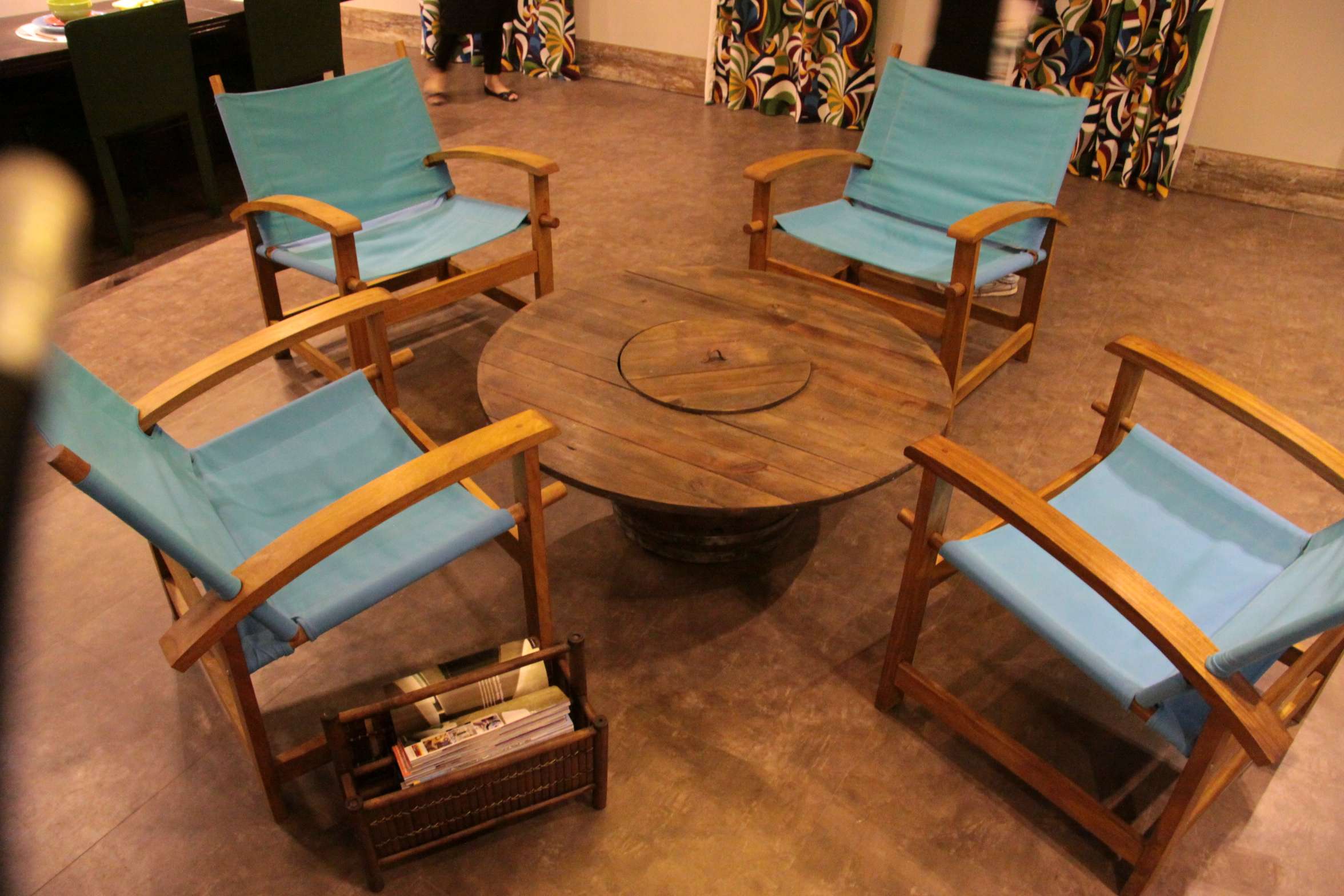
Un avvolgicavo in legno recuperato per farne un tavolo. Uno delle pratiche che stanno alla base del consumo critico è appunto il recupero dei prodotti usati.

Consumare in maniera critica significa rispettare una serie di criteri nelle fasi di scelta, consumo e post-consumo. Il numero di criteri adottati e il grado di rigidità con cui vengono applicati può tuttavia variare molto da individuo a individuo. Le prime quattro tra queste norme di comportamento (ridurre, recuperare, riparare, rispettare) sono una derivazione della regola delle quattro "erre" sulla gestione dei rifiuti alla base delle Direttive della Unione Europea recepite nella normativa italiana a partire dal DL 22/1997, detto Decreto Ronchi.
- Ridurre le quantità di prodotti acquistati, evitando i consumi superflui e limitando di conseguenza il volume dei rifiuti. Ridurre gli sprechi praticando il risparmio energetico e privilegiando l’uso del trasporto pubblico su quello privato.[14][16]
- Recuperare risorse attraverso una minore sostituzione di prodotti usati con prodotti nuovi e riciclando tutto quanto può essere riutilizzabile.[5][14][16]
- Riparare, prolungando così la vita degli oggetti, invece di gettarli quando si danneggiano. Decidendo di riparare si consuma meno, si hanno meno rifiuti e infine si inquina in misura minore.[5][14][16]
- Rispettare e far rispettare il lavoro altrui che è alla base dei processi di produzione delle merci. Il consumatore critico può agire per far rispettare i diritti sociali, sindacali ed economici dei lavoratori attraverso il boicottaggio come forma di disapprovazione.[5][14][16]
- Preferire i prodotti biologici, di stagione e provenienti da produttori certificati o autocertificati che usano tecniche di agricoltura sostenibili e rispettano i propri dipendenti.[5]
- Scegliere prodotti locali e provenienti da filiere corte, in modo da ridurre lo spreco energetico e l'inquinamento dovuto ai trasporti delle merci.[5]
- Preferire prodotti biodegradabili o a basso impatto ambientale e prodotti sfusi, o comunque con pochi imballaggi, per ridurre il consumo di risorse utilizzate per produrli ed evitare la produzione di rifiuti.[5][6]
- Proteggere la biodiversità dal degrado causato dalle economie di alcuni Paesi nel mondo, utilizzando prodotti naturali anziché chimici, limitando le attività che comportano emissioni di Co2 e applicando o appoggiando le leggi a favore della salvaguardia dell’ecosistema.[5]
- Informarsi sulle specifiche tecniche del prodotto tramite l'etichetta per valutarne l’impatto ambientale e preferire marchi ecologici.[5]
- Acquistare in gruppo, al fine di procurarsi i prodotti all'ingrosso, in particolare gli alimentari, per poi distribuirli tra gli aderenti al gruppo. Le motivazioni alla base di questa scelta sono il più delle volte di tipo economico ma, in altri casi, la scelta è dettata da ragioni etiche connesse ai principi della solidarietà ed è in questo contesto che ci si riferisce ai Gruppi d'acquisto solidali (G.A.S). A questo tipo di spesa risulta interessato circa il 12% della popolazione italiana.[5]
- Prediligere fonti di energia rinnovabili e in generale l’utilizzo di elettrodomestici, impianti di illuminazione e altre attrezzature elettriche ad alta efficienza energetica per ridurre i consumi energetici.[6]
- Informarsi sul comportamento delle imprese, preferendo quelle certificate sotto il profilo ambientale e sociale ed evitando i prodotti di aziende i cui progetti risultano dannosi per l'ambiente, oppure che scelgono di delocalizzare i propri impianti produttivi in Paesi in cui, a fronte di un costo inferiore della manodopera e delle materie prime, non vi è la garanzia del rispetto dei diritti dei lavoratori, o ancora che investono in settori ritenuti non eticamente accettabili come gli armamenti.[5]
- Privilegiare interlocutori garantiti sotto il profilo dell’etica anche nell’ambito creditizio e nella gestione del risparmio, facendo riferimento a quei soggetti, raccolti sotto la definizione di finanza etica, i cui prodotti offrono all’investitore la garanzia di un uso equo e moralmente corretto del denaro, o utilizzano il capitale raccolto a sostegno di attività socialmente utili o destinate alla solidarietà internazionale".[7]
- Esercitare l’attività turistica da turista responsabile, rispettando la comunità e la cultura locale, le risorse ambientali dei territori visitati e dando la preferenza ai prodotti dell’economia locale rispetto a quelli delle grandi multinazionali.[8]

## Consumo critico in Italia
Le prime esperienze di consumo critico in Italia risalgono alla metà degli anni Ottanta con la creazione del Centro Nuovo Modello di Sviluppo, un gruppo fondato a Vecchiano (PI) da Francesco Gesualdi e costituito da alcuni nuclei famigliari con la finalità di documentare le responsabilità dell’industria sugli squilibri sociali. Edita dallo stesso Centro a metà degli anni Novanta è anche la prima pubblicazione sul tema, Guida al Consumo Critico, intesa a orientare le scelte quotidiane dei consumatori in modo da esercitare, di riflesso, una pressione sulla condotta delle imprese stesse. Nel corso del tempo l’analisi critica, inizialmente focalizzata sui modelli di business delle aziende, si è dunque progressivamente spostata sulle caratteristiche delle merci in vendita e sulla facoltà di ciascun individuo di favorire il cambiamento sociale, sia evitando alcuni prodotti o categorie di prodotto sia agendo in positivo attraverso uno stile di consumo sostenibile ed eticamente motivato. Si è in altre parole fatta strada la consapevolezza della valenza politica dello shopping, riassunta nella formula “votare con il portafoglio”, secondo la quale il premiare attraverso il comportamento d’acquisto quelle aziende che si stanno muovendo nella direzione della sostenibilità sociale e ambientale introduce di fatto la questione etica tra le variabili determinanti della concorrenza.
Dagli anni Novanta i valori del consumo critico hanno interessato, dapprima in forma facoltativa e poi obbligatoria per legge, anche le forniture delle pubbliche amministrazioni, secondo la procedura, detta dell’acquisto verde, che prevede l’inserimento di criteri di carattere ambientale nelle gare d’appalto degli enti pubblici.
Nel 2018 è stata avviata una indagine biennale, per parte dell'Osservatorio per la coesione e inclusione sociale (Ocis), sul consumo responsabile dei consumatori Italiani. I risultati più recenti corrispondono a quelli ottenuti nel Febbraio 2020 da SWG su un campione di 1200 cittadini italiani e maggiorenni. Da questa indagine, avvenuta poco prima dell'emergenza da Covid-19, si mostra un consolidamento di questo genere di consumo: il totale delle persone intervistate che adottano scelte di consumo responsabile si attesta al 62,3%.

### Bilanci di Giustizia
In Italia, come in altri Paesi, esiste la campagna Bilanci di Giustizia, lanciata nel 1993 al V raduno di Beati i Costruttori di Pace, con la quale molte famiglie hanno intrapreso una revisione del loro stile di consumo attraverso la riduzione di una quota della spesa tradizionale e l’impiego del denaro risparmiato per prodotti del commercio equo e solidale, interventi strutturali per il risparmio energetico, azioni di solidarietà, adozioni a distanza, sostegno economico a progetti di cooperazione e sviluppo, e altre forme di investimento etico. Le scelte operate dalle oltre 500 famiglie partecipanti sono raccolte e documentate in un bilancio mensile, analogo al bilancio di consumo famigliare dell'ISTAT, pubblicato dal coordinamento nazionale al fine di verificare i "consumi spostati" dalla loro destinazione usuale verso obiettivi di maggiore giustizia.

### Rete Italiana per l'Economia Solidale
Il 19 gennaio 2020, a Roma, è nata l'associazione nazionale RIES (Rete Italiana per l'Economia Solidale), il cui scopo è quello di divulgare i principi e le pratiche dell'economia solidale in collaborazione con le istituzioni pubbliche e private. La "Rete" rappresenta il punto di arrivo del percorso svolto dalla RES (Rete italiana di Economia Solidale), che, dopo due decenni di lavoro come realtà informale, ha deciso di farsi riconoscere come soggetto formalmente costituito.

## Organismi promotori del consumo critico nel mondo
Australia: Ethical Consumer Group, associazione che ha sviluppato una applicazione su cui confluiscono i bilanci ambientali e sociali delle aziende dei prodotti più comuni in Australia.
Austria: Bewusstkaufen, portale nato da un'iniziativa del Dipartimento dell'Ambiente e diventato il primo portale web per il consumo sostenibile in Austria.
Belgio: Bewust Verbruiken, rete nata nel 1998 intorno ai principi del vivere sostenibile di cui fanno oggi parte più di quaranta organizzazioni di consumatori.
Brasile: Akatu, ONG nata nel 2000 che lavora per mobilitare i cittadini verso un consumo più consapevole.
Danimarca: Danwatch, centro di ricerca che pubblica articoli investigativi su Responsabilità d'impresa, diritti umani, ambiente.
Estonia: Bioneer, portale web indipendente e non politico nato nel 2008 che tratta temi legati agli stili di vita sostenibili.
Finlandia: Konsumentförbundet Kuluttajaliitto (Unione dei Consumatori della Finlandia), ONG che tutela i diritti dei consumatori, promuovendo anche un consumo sostenibile e la protezione dell'ambiente.
Francia: Broster, agenzia che fornisce servizi di consulenza aziendale e di comunicazione a imprese illuminate e riformatrici sui temi dell'ecologia e dell'equità.
Germania: Verbraucher Initiative, organizzazione non profit nata nel 1985 che informa sul consumo etico e salutare.
Ungheria: Tudatos Vásárló, organizzazione nata nel 2001 che promuove consumi consapevoli in termini ambientali e sociali.
Olanda: GoedeWaar, organizzazione di consumatori basata sulle donazioni e impegnata nella raccolta, analisi e pubblicazione di informazioni sulla sostenibilità dei prodotti e delle pratiche di produzione.
Polonia: Buy Responsibly Foundation, organismo nazionale nato nel 2008 che si concentra sullo sviluppo sostenibile, la protezione dell'ambiente e il rispetto dei diritti umani.https://environmentalpaper.org/about/members/member-listin
Spagna: Centro di Ricerca di Informazione del Consumatore (CRIC), organizzazione indipendente fondata a Barcellona nel 1996 la quale fornisce ricerche ed informazioni nel campo del consumo consapevole.
Svezia: Sveriges Konsumenter, l'Associazione Svedese dei Consumatori, organizzazione che rappresenta gli interessi dei consumatori svedesi a livello nazionale e internazionale.
Regno Unito: The Ethical Company Organization, società di certificazione etica che rilascia una delle più vaste rassegne internazionali di aziende e marchi valutati sotto il profilo dei diritti umani, del benessere animale, e della compatibilità ambientale.
USA: CSRHub, il più grande database al mondo di valutazioni di sostenibilità aziendale. Il database valuta, in 132 paesi, oltre 18.000 aziende grazie all'aiuto di più di 500 fonti di dati.
La maggior parte degli organismi riportati corrispondono a organizzazioni, senza scopo di lucro, che da anni hanno un ruolo centrale nell'ampliare reti comunitarie legate ai temi ambientali, nel facilitare pratiche di acquisto più sostenibili per il consumatore e nella gestione di progetti, eventi e workshop che offrono l'opportunità di esplorare pratiche di consumo alternativo. Altri dei nomi riportati corrispondono a portali web che svolgono una funzione didattica verso uno stile di vita più sostenibile.